# Alexain
Alexain is een gemeente in het Franse departement Mayenne (regio Pays de la Loire. De plaats maakt deel uit van het arrondissement Mayenne. Op 1 januari 2022 had Alexain 612 inwoners.

## Geografie
De oppervlakte van Alexain bedroeg op 1 januari 2022 16,24 vierkante kilometer; de bevolkingsdichtheid was toen 37,7 inwoners per km².

## Demografie
Onderstaande figuur toont het verloop van het inwonertal (bron: INSEE-tellingen).